# Mg (lok)
Mg (ursprungligt littera M) är en loktyp som utvecklades av Statens Järnvägar för att trafikera stambanorna i norr och kunna dra stora laster.
Mg-loken konstruerades när Norra stambanan elektrifierades på 1940-talet. 
Eftersom den är mycket brantare och kurvigare än stambanorna i södra Sverige behövdes en starkare loktyp. Kurvigheten samt att man vid denna tid började behärska tekniken att bygga boggilok gjorde att man valde en konstruktion med två treaxlade boggier. Den tidigare erfarenheten av bland annat Ha och Hb hade gjort SJ skeptiska till boggilok men på norrlandslinjerna var inget annat tänkbart. D-loket var för svagt för de långa backarna och Of-loken var för långa för att gå bra i kurvorna. Kravet på större dragkraft gjorde att det var nödvändigt att gå ifrån lågspänningsreglering som D-loken hade till högspänningsreglering som F-loken hade. För att loket skulle bli tillräckligt starkt och tungt gjordes det sexaxlat med axelföljden Co'Co'. Utrustningen i maskinrummet var inte symmetriskt placerad, vilket fick till följd att loket inte var lika på höger- och vänstersidan. Loktypen var mycket driftsäker. Under juli månad 1945 var samtliga lok i drift alla dagar i månaden. Loktypen var i drift till och med 1980, då de sista loken slopades.
Ett Mg-lok finns bevarat, hos Stockholms Kultursällskap för Ånga och Järnväg.
Typen utvecklades på 1950-talet till Ma, en loktyp som också TGOJ köpte när man elektrifierade sin bana.